# Sooß (Gemeinde Hürm)
Sooß (früher auch Soos) ist eine Ortschaft und eine Katastralgemeinde in der Marktgemeinde Hürm in Niederösterreich. Die Ortschaft hat 154 Einwohner (Stand 1. Jänner 2024).

## Geografie
Das Dorf liegt fünf Kilometer westlich von Hürm an der Landesstraße L106.

## Geschichte
Auf der heutigen Burgruine, die unmittelbar westlich des Schlossparks von Schloss Sooß liegt, ist ab 1147 ein „Hermann de Sazze“ nachweisbar. Das Schloss selbst wird als landwirtschaftliche Fachschule genutzt. Im Franziszeischen Kataster von 1822 ist Sooß mit dem Schloss und mehreren verstreuten Gehöften verzeichnet.
Laut Adressbuch von Österreich waren im Jahr 1938 in Sooß ein Gastwirt, ein Schmied, zwei Schneider und eine Schneiderin, ein Schuster, ein Tischler, ein Viehhändler und mehrere Landwirte ansässig.